# Man är väl diplomat
Man är väl diplomat (engelska: Carlton-Browne of the F.O.) är en brittisk komedifilm från 1959 i regi av Jeffrey Dell och Roy Boulting.

## Handling
Carlton-Browne från utrikesdepartementet skickas till den lilla önationen Gaillardia för att stärka de ömsesidiga relationerna. Hans inkompetens leder dock till en rad katastrofer.

## Rollista i urval
- Terry-Thomas - Cadogan de Vere Carlton-Browne
- Peter Sellers - premiärminister Amphibulos
- Luciana Paluzzi - prinsessan Ilyena
- Ian Bannen - kung Loris
- Thorley Walters - överste Bellingham
- Raymond Huntley - utrikesministern
- Miles Malleson - Davidson
- John Le Mesurier - storhertig Alexis
- Marie Lohr - Lady Carlton-Browne
- Kynaston Reeves - Sir Arthur Carlton-Browne
- Ronald Adam - Sir John Farthing
- Nicholas Parsons - Rodgers
- Irene Handl - Mrs. Carter
- Harry Locke - kommentator
- Sam Kydd - signalist
- Marianne Stone - kvinna på bio
- Marne Maitland - Archipelagos